# Маккоски, Барни
Уильям Барни Маккоски (англ. William Barney McCosky, 11 апреля 1917, Кол-Ран, Пенсильвания — 6 сентября 1996, Венис, Флорида) — американский бейсболист, аутфилдер. Выступал в Главной лиге бейсбола с 1939 по 1953 год. 

## Биография

### Ранние годы
Барни Маккоски родился 11 апреля 1917 года в шахтёрском городке Кол-Ран в Пенсильвании. Он был младшим из девяти детей в семье. Когда ему было пять лет, отец перевёз семью в Детройт. В детстве Барни играл в бейсбол и баскетбол. Его кумиром был игрок второй базы «Детройт Тайгерс» Чарли Герингер. Старший скаут «Детройта» Алоизиус Иган заметил Барни, когда тот играл за команду школы Саутвестерн. Маккоски собирался поступать в колледж, но руководство клуба сделало ему заманчивое предложение: он должен был провести год в дочерней команде в младшей лиге, а в случае неудачного выступления «Тайгерс» обязались оплатить Барни четыре года обучения.
С 1936 по 1938 год Маккоски играл за «Бомонт Экспортерс» в Техасской лиге. В сезоне 1937 года он стал лидером чемпионата по числу выбитых хитов, ранов, триплов и аутов в защите. В начале 1938 года он сломал лодыжку и пропустил пять недель. Вернувшись на поле, Барни выделялся в составе команды своей скоростью и умением выбивать даблы и триплы. Весной 1939 года «Тайгерс» пригласили его на весенние сборы с основным составом. Маккоски думал, что клуб отправит его на сезон в чемпионат Американской ассоциации, но в конце марта главный тренер клуба Дел Бейкер принял решение оставить его в команде.

### Главная лига бейсбола

#### Детройт Тайгерс
В первой игре чемпионата 1939 года Маккоски дебютировал за «Тайгерс», выбив два сингла. К концу весны его показатель отбивания превышал 40,0 % благодаря выдержке и терпению при игре на бите. Корреспондент газеты Detroit News Док Грин отмечал уравновешенность игрока. Несмотря на сильный состав, Детройт занял только пятое место в чемпионате. Барни стал третьим отбивающим команды после Герингера и Хэнка Гринберга. Он отбивал с показателем 31,1 %, выбив тридцать три дабла и четырнадцать триплов. В конце сезона владелец «Вашингтон Сенаторз» Кларк Гриффит назвал Маккоски Новобранцем года. Его успехи оценили и в «Тайгерс»: в июне зарплату Барни подняли до 5 000 долларов в год. От ветеранов клуба он отличался безразличием к алкоголю и картам — двум главным хобби игроков того времени. В одном из интервью в конце 1980-х годов Барни вспоминал, что в команде была прекрасная атмосфера, а сплочённость игроков способствовали поездки на гостевые игры на поездах.
Сезон 1940 года стал для Маккоски лучшим в его карьере. Он отбивал с показателем 34,0 % и стал лидером лиги с девятнадцатью триплами. «Тайгерс» одержали девяносто побед при шестидесяти четырёх поражениях и вышли в Мировую серию. Для команды этот финал стал третьим за семь лет. Соперниками «Детройта» стали «Цинциннати Редс», в составе которых играли лучшие питчеры Национальной лиги Баки Уолтерс и Пол Дерринджер. «Тайгерс» обладали лучшей атакой, набравшей в регулярном чемпионате 888 ранов. Большинство журналистов называли фаворитами серии «Детройт», но победа в Мировой серии со счётом 4:3 осталась за «Редс». Маккоски в этих играх отбивал с показателем 30,4 %. Корреспондент New York Times Джон Киран назвал его отличным универсальным игроком с хорошим ударом и скоростью. Этот сезон закрепил за Барни статус звезды Американской лиги.
В 1941 году «Детройт» опустился на пятое место в таблице. Потерей для команды стал уход Хэнка Гринберга в армию. Маккоски провёл хороший сезон, в ста двадцати семи играх выбив двадцать пять даблов и восемь триплов. Его показатель отбивания составил 32,4 %. В мае Барни получил травму спины, из-за которой пропустил почти месяц. В декабре японские самолёты атаковали Пёрл-Харбор и США вступили во Вторую мировую войну. Многие игроки были призваны в армию, что сказалось на уровне чемпионата. В сезоне 1942 года Барни оставался одним из ветеранов «Тайгерс». Он стал лучшим бьющим команды с показателем 29,3 % и установил личный рекорд, выбив семь хоум-ранов. После завершения чемпионата, 10 декабря 1942 года, Маккоски был призван на флот. Он стал пятнадцатым игроком «Детройта», ушедшим на войну.
Подготовку Барни проходил в учебном центре на Великих озёрах к северу от Чикаго и военно-морской базе Бейнбридж в Мэриленде. Затем его отправили на Тихий океан. Там Маккоски выполнял обязанности инструктора по физической подготовке, организовывал турниры по бейсболу и баскетболу. В 1944 году он стал одним из лучших бьющих Гавайской лиги. Со службы Барни был уволен в октябре 1945 года и не успел принять участие в играх Мировой серии.
Весной 1946 года Маккоски отправился с «Тайгерс» на сборы во Флориду. Согласно закону, клуб был обязан включить его в основной состав не менее чем на тридцать дней. Долгое время не игравший на высоком уровне Барни сезон начал неудачно. Он проигрывал борьбу за место в составе молодым Пэту Маллину и Хуту Эверсу. Команда нуждалась в игроке на третью базу и 28 мая генеральный менеджер «Детройта» Джордж Траутман обменял Маккоски в «Филадельфию» на Джорджа Келла. Для Барни переход стал полной неожиданностью.

#### Филадельфия Атлетикс
Маккоски оказался в команде, шедшей на последнем месте. Спустя месяц после перехода он женился на Джейн Малики, с которой познакомился ещё до войны. Смена обстановки пошла ему на пользу и Барни провёл хороший сезон. Он отбивал с показателем 31,8 %, став лучшим атакующим игроком Атлетикс, и по-прежнему отличался выдержкой при игре на бите — на сорок три уока приходилось всего тринадцать страйкаутов.
В 1947 году владелец клуба Конни Мак обновил состав «Атлетикс», которые впервые с 1933 года провели победный сезон. Маккоски в течение всего года боролся с Тедом Уильямсом за титул лучшего отбивающего лиги. Победу одержал Уильямс, но Барни провёл один из лучших чемпионатов в своей карьере. Он отбивал с показателем 32,8 % и получил тридцать пять голосов в опросе, определявшем Самого ценного игрока. Несмотря на травму спины, Маккоски на хорошем уровне провёл и сезон 1948 года. Повреждение он получил, ударившись о бетонную стену в попытке поймать мяч, улетавший за пределы поля. На поле Барни вернулся через неделю, но последствия этого удара сказались на его дальнейшей карьере.
На сборах весной 1949 года он почувствовал сильную боль в спине. Маккоски вернулся в Филадельфию и несколько недель провёл в больнице на вытяжке, а затем на реабилитации. В августе Конни Мак отправил игрока в отпуск до конца сезона. Барни провёл это время дома в Мичигане. Там же в декабре ему сделали операцию на позвоночнике. Предсезонную подготовку в следующем году он начал в специальном корсете, но затем отказался от его использования, так как тот мешал быстро двигаться. За «Атлетикс» в чемпионате 1950 года Маккоски провёл только шестьдесят шесть игр. В следующем году его обменяли в «Цинциннати Редс».

#### Завершение карьеры
В составе «Цинциннати» Барни сыграл только в двенадцати матчах. Оттуда он перебрался в «Кливленд», где генеральным менеджером работал его партнёр по «Тайгерс» Хэнк Гринберг. В составе «Индианс» он играл до 1953 года, большую часть времени выходя на поле как пинч-хиттер. После отчисления из команды Гринберг предложил Маккоски работу тренера в младших лигах, но тот предпочёл вернуться в Детройт.
В 1995 году он был включён в Зал спортивной славы штата Мичиган. Барни Маккоски скончался 6 сентября 1996 года во Флориде в возрасте семидесяти девяти лет.